# 1691 Oort
1691 Oort (1956 RB) là một tiểu hành tinh vành đai chính được Ingrid van Houten-Groeneveld và Karl Wilhelm Reinmuth phát hiện vào ngày 9 tháng 9, năm 1956 ở Heidelberg. Tiểu hành tinh này được đặt theo tên của nhà thiên văn học Hà Lan Jan Oort.